# Carl Heinrich Meding
Carl Heinrich Meding (auch Karl Heinrich Meding; * 22. Februar 1791 in Meißen; † 24. Juli 1870 in Dresden) war ein deutscher Mediziner und Autor.

## Leben
Carl Heinrich Meding studierte in Dresden an der medizinisch-chirurgischen Akademie Medizin, wurde an der Akademie Prosektor und promovierte 1823 mit seiner Inaugural-Dissertation De regeneratione ossium, per experimenta illustrata an der Universität Leipzig.
Von 1826 bis 1858 wirkte er in Meißen als Schularzt der Fürstenschule St. Afra sowie als Amtsphysikus bzw. Bezirksarzt.
Als Autor wurde er mit einem Werk über Johann Wolfgang von Goethe bekannt.
Carl Heinrich Meding wurde für seine Verdienste mit Ehrenurkunde vom 11. Oktober 1858 zum Ehrenbürger von Meißen ernannt.
Der Mediziner Heinrich Ludwig Meding (1822–1865) war sein Neffe.

## Schriften (Auswahl)
- De regeneratione ossium, per experimenta illustrata. Dissertatio inauguralis, Hirschfeld, Lipsiae 1823 (Digitalisat)
- Goethe als Naturforscher in Beziehung zur Gegenwart. Adler und Dietze, Dresden 1861 (Digitalisat)